# Accipiter rufitorques
Açor-das-fiji ou açor-de-colar-ruivo (Accipiter rufitorques) é uma espécie de ave de rapina da família Accipitridae.
É endémica de Fiji.
Os seus habitats naturais são: florestas subtropicais ou tropicais húmidas de baixa altitude.